# Gernot Langes-Swarovski
Gernot Langes-Swarovski (* 13. Oktober 1943 in Wattens, Tirol; † 21. Jänner 2021) war ein österreichischer Unternehmer und Sportfunktionär. Der Urenkel des Unternehmensgründers Daniel Swarovski war bis 2002 35 Jahre lang geschäftsführender Gesellschafter des Tiroler Konzerns D. Swarovski und mit 17 % größter Einzelgesellschafter.

## Karriere bei Swarovski
Gernot Langes-Swarovski trat Mitte der 1960er Jahre als Kommanditist und Geschäftsführer in das seit 1895 bestehende Familienunternehmen ein.
1974, als Swarovski nach dem Ölpreisschock mit drastischen Umsatzeinbrüchen im Zuge der allgemeinen Wirtschaftsschwäche zu kämpfen hatte, übernahm er gemeinsam mit Christian Schwemberger-Swarovski sowie den Brüdern Helmut und Gerhard Swarovski die Führung im etwa zweihundert Familienmitglieder umfassenden Familien-Konzern.
1978 kaufte er gemeinsam mit Christian Schwemberger-Swarovski die Aircraft Innsbruck, die spätere Tyrolean Airways, die mit Wirkung vom 1. April 2015 mit Austrian Airlines fusioniert wurde.
Die heutige Tyrolean Jet Services wurde von diesem Unternehmen abgespalten und ist seit 1988 wieder im Alleinbesitz der Firma Swarovski.
1979 begann die Produktion der Swarovski Kristallglasfiguren.
1987 brachte er mit der Übernahme der tausende Verkaufslokale umfassenden US-Schmuckhandelskette Zale in Partnerschaft mit der kanadischen Firma Peoples Jewellery das Unternehmen Swarovski in allergrößte wirtschaftliche Schwierigkeiten. 1991 musste das US-amerikanische Tochterunternehmen mit umgerechnet 1,1 Mrd. Euro Schulden Konkurs anmelden. Die daraus resultierenden Verluste – angeblich rund 150 Mio. Euro – belasteten die Konzernbilanzen vieler Jahre.
1995 wurde das Museum Kristallwelten in Wattens eröffnet.
2002 gab er seine Funktionen im Konzern – Verkauf und Marketing – an seinen Sohn Markus ab. Zum Zeitpunkt seines Abschieds erwirtschaftete der Konzern 1,7 Mrd. Euro Umsatz pro Jahr und beschäftigte rund 14.000 Mitarbeiter weltweit.

## Sonstige wirtschaftliche Aktivitäten
Langes-Swarovski engagierte sich besonders im Weinbau und bei Bio-Produkten.
- Das Weingut Bodega Norton in Argentinien mit angeschlossener Weinbau-Schule.
- Beteiligung an einer großen Wein-Vertriebsfirma in China.
- Beteiligung am Papierunternehmen Papstar in Kall, Deutschland.
- Beteiligung an der Woolin Group Naturprodukte GmbH – einem Hersteller von Dämmstoffen aus Schafwolle in Innervillgraten in Osttirol.
- Beteiligung an dem in Spittal an der Drau ansässigen Hersteller von Inkjet-Tinten „SEPIAX Ink Technology“.
- Beteiligung an der Vita+ Naturprodukte AG in Langkampfen in Tirol.
- Skilifte im Bezirk Reutte in Tirol (Biberwier und Lermoos).
- Das Luxus-Resort-Hotel Sparkling Hill bei Vernon (British Columbia).[5]
- Beteiligung an dem Hochtechnologie Startup Anyline.[6][7][8]

## Privates
Gernot Langes ist der Sohn von Gertrude Langes († 11. Juli 2007), geborene Swarovski, die wiederum eine Tochter von Daniel Swarovskis Sohn Alfred war. Gernot Langes heiratete Maya Langes-Swarovski, geborene Niedenthal aus Alzenau / Ufr., († 1. Oktober 2019), mit der er den Sohn Markus und die Tochter Diana (* 1972) hat und von der er sich scheiden ließ. Seine Nichte ist Fiona Swarovski, deren Mutter Marina Giori-Lhota seine Schwester ist.

## Auszeichnungen
- 2003: Großes Goldenes Ehrenzeichen für Verdienste um die Republik Österreich[14]
- 2007: Ring des Landes Tirol